# Házy Erzsébet
Házy Erzsébet (Pozsony, 1929. október 1. – Budapest, 1982. november 24.) Kossuth- és Liszt Ferenc-díjas magyar operaénekesnő (szoprán), színésznő, Telessy Györgyi színésznő nővére.

## Élete és munkássága

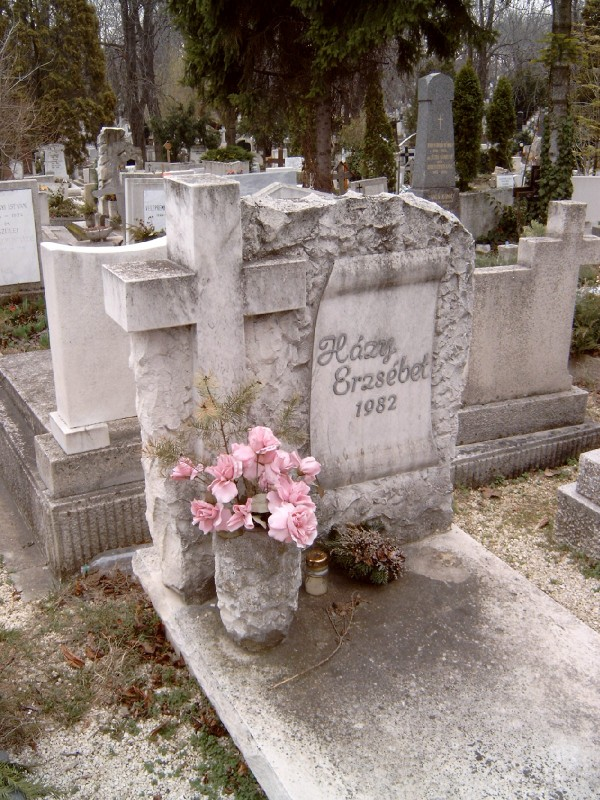
Házy Erzsébet sírja Budapesten. Farkasréti temető: 25-7-47

Az 1939-es áttelepülések során került családjával Pozsonyból Budapestre, ahol először a Mária Terézia Gimnáziumban, majd a Nemzeti Zenede zongora szakán tanult. A Zenede énekszakán a kor neves pedagógusához, dr. László Gézához került, aki rendkívül tehetségesnek tartotta, s már a negyvenes évek végén bemutatta a Magyar Állami Operaház akkori igazgatójának, Tóth Aladárnak.
Pályafutását a Magyar Rádió énekkarában kezdte. 1951-ben debütált a Magyar Állami Operaházban Verdi Rigolettójának apródjaként. Kezdetben lírai, majd az 1960-as évektől drámaibb szerepeket is énekelt. Jelentős részt vállalt új magyar operák bemutatásában. Legnagyobb sikere a Manon Lescaut (Puccini) címszerepe volt, Ilosfalvy Róbert partnereként, alakítását az évszázad Manonjaként emlegetik. A premiert követő évben több mint negyven, telt házas Manon-előadást tartottak, amire csak ritkán akadt példa az Operaház történetében. Az Erkel Színházban nagyoperettekben is fellépett.
A mozivásznon is emlékezeteset alakított, például a Gerolsteini kaland (1957), a Felfelé a lejtőn (1958) és az Új Gilgames (1963) című filmekben.
Élete utolsó éveiben súlyos szembetegséggel, énektechnikai problémákkal, memóriazavarokkal, depresszióval is küzdött. 53 évesen, 1982. november 24-én halt meg rákban, Budapesten. A Farkasréti temetőben helyezték örök nyugalomra.

## Magánélete
Első férje Gál Gábor, a Honvéd együttes szólistája volt. Második férje Ilosfalvy Róbert, harmadik férje Darvas Iván. Élete utolsó éveiben Ötvös Csaba (* 1943) bariton operaénekes volt a férje.

## Főbb szerepei
- Auber: Fra Diavolo – Zerlina
- Csajkovszkij: Anyegin – Tatjána
- Csajkovszkij: A pikk dáma – Liza
- Debussy: Pelléas és Mélisande – Mélisande
- Donizetti: Don Pasquale – Norina
- Gershwin: Porgy és Bess – Bess
- Janáček: Katja Kabanova – Katja
- Kacsóh Pongrác: János vitéz – Iluska
- Kodály: Háry János – Örzse
- Lehár: A víg özvegy – Glavary Hanna
- Leoncavallo: Bajazzók – Nedda
- Mihály András: Együtt és egyedül – lány
- Monteverdi: Poppea megkoronázása – Poppea
- Mozart: Szöktetés a szerájból – Blonde
- Mozart: Figaro házassága –
- Mozart: A varázsfuvola – Papagena, Pamina
- Offenbach: Hoffmann meséi – Antonia
- Poldini: Farsangi lakodalom – Zsuzsika
- Puccini: Manon Lescaut – Manon
- Puccini: Bohémélet – Mimi
- Puccini: Pillangókisasszony – Cso-cso-szán
- Puccini: A Nyugat lánya – Minnie
- Puccini: Turandot – Liù
- Ránki György: Az ember tragédiája – Éva
- Ifj. Johann Strauss: A cigánybáró – Szaffi
- Ifj. Johann Strauss: A denevér – Adél, Rosalinda
- Richard Strauss: Salome – Salome
- Richard Strauss: Ariadne Naxosban – komponista
- Richard Strauss: A rózsalovag – Octavian
- Szokolay Sándor: Vérnász – menyasszony
- Szokolay Sándor: Hamlet – Ophelia
- Szokolay Sándor: Sámson – Delila
- Verdi: Az álarcosbál – Oscar
- Wagner: A nürnbergi mesterdalnokok – Éva
- Weill: Mahagonny – Jenny Smith

## Filmszerepei
- Gábor diák – 1956 (énekhang)
- Gerolsteini kaland – 1957
- Felfelé a lejtőn – 1959
- Alázatosan jelentem – 1960
- Éjszakai repülés – 1963
- Férjhez menni tilos! – 1964
- Új Gilgames – 1964
- A cigánybáró – 1965 (Szaffi; WDR)
- Denevér – 1965
- És akkor a pasas… – 1966
- Marica grófnő – 1974 (Marica; Unitel/ZDF)
- Zenés TV színház – 1974

## Magyar Rádió
- Kemény Egon – Gál György Sándor – Erdődy János: „Komáromi farsang” (1957) Daljáték 2 részben Csokonai Vitéz Mihály – Ilosfalvy Róbert, Zenthe Ferenc, Lilla – Házy Erzsébet, Korompai Vali, Deák Sándor, Gönczöl János, Berky Lili, Bilicsi Tivadar, Szabó Ernő, Hlatky László, Fekete Pál, Lehoczky Éva, Völcsey Rózsi, Gózón Gyula, Rózsahegyi Kálmán A Magyar Rádió Szimfonikus Zenekarát Lehel György vezényelte Zenei rendező: Ruitner Sándor Rendező: László Endre 2019 – Kemény Egon kétszeres Erkel Ferenc-díjas zeneszerző halálának 50. évfordulója esztendejében CD-újdonságként jelentek meg a "Hatvani diákjai" és a "Komáromi farsang" című daljátékai eredeti rádió-hangfelvételeinek (1955, 1957) digitalizált (2019) dupla-albumai.[6]
- Charles Lecocq – Kristóf Károly – Romhányi József Angot asszony lánya (1960) Nagyoperett (balettzene nélkül). Ange Pitou – Szabó Miklós Clairette – Házy Erzsébet, Hortensie Langé, primadonna – Németh Marika, Pomponnet, fodrász – Rátonyi Róbert, Larivandiere- Csákányi László, Lauchard, rendőrfőnök – Benedek Tibor, Amaranthe – Kiss Manyi, Polgármester – Balázs István, Odette, komorna – Geszty Szilvia (Balogh Erzsi)[7]

## Diszkográfia
- Der Zigeunerbaron, RCA Red S. (Sony Music), ASIN: B000026BRA
- Gräfin Mariza, Philips, ASIN: B000025THD
- Házy Erzsébet: Soprano Arias; Hungaroton HCD 31996
- Puccini: Manon Lescaut (Sung in Hungarian); HCD 12648-49
- Ábrahám, P.: Operettas; Ball at the Savoy; HCD 16886
- Kálmán, I.: A csárdás királynő – Die Csárdásfürstin (excerpts) HCD 16780
- Kálmán, Lehár: Operettrészletek – Operetta excerpts HCD16847
- Lehár, F.: Arany és ezüst – Gold and Silver (Das Land des Lächelns, Giuditta) (excerpts) HCD 16809
- Kálmán, I.: Cirkuszhercegnő/Cigányprímás – Die Zirkusprinzessen/Der Zigeuneprimas (excerpts) HCD 16876
- Lehár, F.: Luxemburg grófja / Der Graf von Luxemburg (excerpts) Cigányszerelem/Der Zigeunerliebe (excerpts) HCD 16877
- Zeller, C.: Vogelhandler (Der) / Millöcker, K.: Gräfin Dubarry; HCD 16583
- Szokolay, S.: Vernász (Blood Wedding); HCD 11262-63
- Simándy József operett-részleteket énekel / operetta excerpts HCD 16880
- Ilosfalvy, Róbert: Tenor Opera Arias; HCD 31762
- Bizet: Carmen (excerpts); (Frasquita) HCD 32026
- Fifty Years of Hungaroton Singers (1951–2001) HCD 32096-98
- Kemény Egon – Gál György Sándor – Erdődy János: „Komáromi farsang” daljáték,[8] Breaston & Lynch Média, 2019

## Szinkronszerepei
- Hófehérke és a hét törpe (Snow White and the Seven Dwarfs, 1937) – Hófehérke (énekhang)
- Pinokkió (Pinocchio, 1940) – marionettek magyar hangja, valamint Domján Edittel közösen a Nem rángat senki sem (I've Got No Strings) című dal előadója
- Hamupipőke (Cinderella, 1950) – főcím énekhang
- Csipkerózsika (Sleeping Beauty, 1959) – Fauna

## Díjai
- Liszt Ferenc-díj (1963)
- Székely Mihály-emlékplakett (1965)
- Érdemes művész (1968)
- Kossuth-díj (1970)
- Kiváló művész (1976)
- Terézváros díszpolgára (2014) /posztumusz/[9]

## Házy Erzsébet lemezei aziTunes-on
- Cigánybáró, eredeti megjelenés ideje: 1967. április 29., kiadó: HUNGAROTON RECORDS LTD.
- Opera Arias, eredeti megjelenés ideje: 2003. január 7., kiadó: HUNGAROTON RECORDS LTD.
- Lehár: A mosoly országa, eredeti megjelenés ideje: 1963. november 15., kiadó: HUNGAROTON RECORDS LTD.
- Sámson, eredeti megjelenés ideje: 1974. november 2., kiadó: HUNGAROTON RECORDS LTD.
- Manon Lescaut – Részletek, eredeti megjelenés ideje: 1965. március 7., kiadó: HUNGAROTON RECORDS LTD.
- Operettrészletek – Songs from Operettas, eredeti megjelenés ideje: 1968. május 2., kiadó: HUNGAROTON RECORDS LTD.
- Puccini: La bohéme (Excerpts), eredeti megjelenés ideje: 1970. január 21., kiadó: HUNGAROTON RECORDS LTD.

## Emlékezete
- 2015-ben utcát neveztek el róla Budapesten[10]
- 2015 óta évente H.E. nevét viselő tehetségkutató énekversenyt szervez a Szlovákiai Magyar Civil Becsületrend Szlovákiában[11]